# Ламовані
Ламовані (груз. ლამოვანი) — село в Грузії.
За даними перепису населення 2014 року в селі проживає 170 осіб.